# Hoa anh đào (bài hát)
"Sakura Sakura" (さくら さくら Hoa anh đào, hoa anh đào), cũng có tên khác là "Sakura", là một bài hát dân ca của Nhật Bản miêu tả mùa xuân, mùa hoa anh đào nở. Nguồn gốc điệu nhạc này không hẳn là một giai điệu truyền thống lâu đời mà chỉ xuất hiện vào cuối thời kỳ Edo sang đầu triều Minh Trị. Giai điệu này được phổ biến khi được đưa vào một ấn phẩm dành cho học viên mới bắt đầu học đàn koto của Học viện âm nhạc Tokyo, do Bộ Giáo dục Nhật phát hành năm 1888 (bằng tiếng Anh). "Sakura, Sakura" cũng thường dùng làm nhạc phẩm biểu trưng cho Nhật Bản trong những dịp giao lưu gặp gỡ quốc tế, và rất nhiều nghệ sĩ âm nhạc sử dụng giai điệu bài hát trong các tác phẩm của mình như một loại "âm nhạc dẫn lối" (guidance music).
Năm 2007, nó được chọn cho Nihon no Uta Hyakusen, một bộ sưu tập các bài hát và giai điệu được yêu thích rộng rãi tại Nhật Bản.
Vào đầu thập niên 2010, ca sĩ người Nhật Hikawa Kiyoshi đã biểu diễn phần lời thứ hai trong hai phần của "Sakura Sakura" - đây là ca sĩ nhạc enka đầu tiên và duy nhất từng thực hiện việc này.

## Giai điệu
Giai điệu của "Sakura Sakura" sử dụng một âm giai ngũ cung được biết với tên gọi Âm giai Nhật Bản (Japanese mode). Âm giai này cũng có thể được phân tách như Âm giai Phrygia trong lý thuyết âm nhạc phương Tây, sử dụng các bậc 3, 4, 6, 7, 1, 3 (E, F, A, B, C, E hoặc Me, Fa, La, Ti, Do, Me trong xướng âm (solfège)) của âm giai.

## Lời
Lời bài hát gốc được sử dụng làm khổ thứ hai trong phiên bản hiện tại. Năm 1941, Bộ Giáo dục Nhật Bản công bố một phần lời bổ sung trong Uta no hon (うたのほん 教師用 下), liệt kê phần này trước phần lời gốc.
| Cách viết chuẩn | Hiragana | Phiên âm Latin | Dịch nghĩa |
| --- | --- | --- | --- |
| 桜 桜 野山も里も 見渡す限り 霞か雲か 朝日に匂う 桜 桜 花ざかり 桜 桜 弥生の空は 見渡す限り 霞か雲か 匂いぞ 出ずる いざや いざや 見に行かん | さくら さくら のやま も さと も みわたす かぎり かすみ か くも か あさひ に におう さくら さくら はな ざかり さくら さくら やよい の そら は みわたす かぎり かすみ か くも か におい ぞ いずる いざや いざや みに ゆかん | sakura sakura noyama mo sato mo mi-watasu kagiri kasumi ka kumo ka asahi ni niou sakura sakura hana zakari sakura sakura yayoi no sora wa mi-watasu kagiri kasumi ka kumo ka nioi zo izuru izaya izaya mini yukan | Mùa hoa anh đào, hoa anh đào nở, Trên những đồi cỏ và những ngọn núi Nơi xa nhất mà ta thấy được đó. Ở nơi đó có sương hay có mây? Hương tỏa trong ánh nắng mai. Mùa hoa anh đào, mùa hoa anh đào, Những bông hoa đang độ khoe sắc rực rỡ nhất. Mùa hoa anh đào, hoa anh đào nở Ngang qua bầu trời mùa xuân, Nơi xa nhất mà ta thấy được đó. Ở nơi đó có sương hay có mây? Hương tỏa trong không gian. Đến đây ngay, đến đây ngay Ngắm hoa đi, ngắm lần cuối trước khi hoa tàn! |

## Các phiên bản
Giấc mơ hoa anh đào nở sáng tác bởi Keiko Abe, một nghệ sĩ chơi nhạc cụ gõ bậc thầy, là một đoạn dài 5 phút dành cho đàn marimba. Đoạn nhạc này dựa trên phiên bản dân ca và đã trở nên phổ biến trong các buổi diễn đàn marimba.
Yukihiro Yoko, một nhạc công ghi-ta cổ điển, là soạn một nhạc phẩm dành riêng cho ghi-ta, trong đó, ông sử dụng nhiều kỹ thuật chơi ghi-ta để bắt chước âm thanh của đàn Koto.
Bản giao hưởng số năm "Hoa anh đào" của Alfred Reed được soạn dựa trên phiên bản dân ca.
Vì giai điệu chỉ lên xuống trong một quãng trung bình, bài này phù hợp nhất cho các nhạc cụ có quãng cao độ giới hạn, ví dụ như kèn Bắc Mỹ.
Trong năm 2013, Marc Edwards thu âm một album gồm ba phiên bản 20 phút của Sakura Sakura, với một phong cách guitar điện nhạc jazz tự do.

## Trong văn hóa đại chúng
- Cat Stevens dùng giai điệu bài này ở khúc mở đầu trong bản thu trực tiếp của bài hát "Người đàn bà cứng đầu" trong suốt chuyến lưu diễn "Earth tour" của ông năm 1976. Sau đó đoạn này được phát hành thành album và DVD với tựa đề Majikat.
- Bon Jovi dùng bài này như một trích đoạn trong đoạn nhạc mở đầu bài hát "Tokyo Road" của họ, phát hành năm 1985 trong album 7800° Fahrenheit.
- Bài hát này là bài hát ngoại giao chủ đề của Tokugawa trong trò chơi Nền văn minh IV phát hành năm 2005.
- John Paul Jones của Led Zeppelin từng trình diễn một phiên bản của bài này tại buổi trình diễn độc tấu đàn organ tại Nagoya, Nhật Bản ngày 5 tháng 10 năm 1972.
- Trong trò chơi "Truyền thuyết năm chiếc nhẫn", Muramasa Ando đã chơi bài này chỉ vài ngày sau khi ông ta bị đầu độc và không thể vượt qua thành Kaiu.
- Một bản phối theo điệu techno của bài này, tên là "Anh đào" (tiếng Nhật: 桜), đã được soạn cho trò chơi Konami trong Beatmania IIDX và sau đó xuất hiện trong loạt trò chơi DDR series từ phần Dance Dance Revolution Extreme về sau. Bản phối này được xem là của RevenG, một biệt danh của nhà soạn nhạc Konami tên là Naoki Maeda với những bài hát mang cảm xúc châu Á.
- Ban nhạc rock Thrice đã sử dụng một phiên bản đã biến đổi của giai điệu bài này cho bài hát "Chiếc hộp âm nhạc" của họ, được đưa vào album Vheissu, phát hành năm 2005.
- Đây là bài hát trong "Ngôi sao âm nhạc Tamagotchi" đại diện cho thể loại nhạc châu Á.